# Alona Hertha
Alona Hertha (* 31. Januar 1987 in Speyer) ist ein deutsches Model, Playmate und Schauspielerin philippinischer Herkunft.

## Werdegang
Alona Hertha verbrachte ihre Kindheit in Bellheim. Sie absolvierte eine Ausbildung zur Hotelfachfrau in Österreich und in der Schweiz. Mit 28 Jahren fing sie im Jahr 2015 mit dem Modeln an. 2019 hat Alona Hertha an den „Traumatica Moon Servants“-Wahl im Rahmen der „Horror Nights“ im Europa-Park in Rust erfolgreich teilgenommen. Durch den ersten Platz konnte sie sich für ein Playboy-Shooting qualifizieren, welches im Folgejahr stattfand; sie landete 2021 auf Platz 2 bei der Wahl zur Playmate des Jahres. 2024 entstand ein Shooting mit Pinay Magazine. Hierbei ist sie die erste Deutsche philippinischer Abstammung, welche dort mitwirkte.
2019 hat Hertha angefangen, in Filmen zu wirken. In Uwe Bolls The Dark Knight bisher (Stand Juli 2025) noch nicht veröffentlichtem Film hatte Hertha ihren Filmdebüt. Es folgten Filme wie Live or let die und Wrongful Death (1 und 2).

## Filmographie
- 2020: Live or let die
- 2023: Wrongful Death
- 2023: Waterdrop (Musikvideo)
- 2025: Wrongful Death 2: Bloodlines
- 2026: Order of the Dragon

## Shooting
- Playboy Germany (2020, 2021)

## Preise
- 2019: Traumatica Moon Servant-Girl (1. Platz beim Horror Nights)
- 2021: 2. Platz bei Playmate des Jahres